# محمد كمال حسونة
محمد كمال حسونة (وُلد في 21 مارس 1942 في الخليل) قانوني، ومحامي، واقتصادي من دولة فلسطين. شغل مناصب وزير الاتصالات وتكنولوجيا المعلومات ووزير الأشغال العامة والإسكان ووزير الاقتصاد الوطني في حكومة سلام فياض الأولى. وهو عضو في المجلس التشريعي الفلسطيني عن كتلة فلسطين المستقلة.

## النشأة والتحصيل العلمي
وُلد «محمد كمال» إبراهيم محمد حسونة في مدينة الخليل في 21 مارس 1942 جنوب الضفة الغربية. تلقى تعليمه المدرسي في المدينة، ثم غادرها إلى جمهورية مصر العربية لدراسة القانون حيث حصل على درجة البكالوريوس من جامعة القاهرة عام 1969.

## الحياة العملية
عمل حسونة في المحاماة سنتين فقط، ثم توجه للعمل في التجارة الحرة حيث ساهم في تأسيس وإنشاء عدة مصانع وشركات مثل شركة التكافل الإسلامي للتأمين، ومصرف الصفا الإسلامي والشركة الفلسطينية للزيوت المعدنية (بتروبال)، كما كان عضوًا في جمعية الهلال الأحمر في الخليل ورئيسًا لجمعية تنظيم الأسرة، وجمعية الإسكان في الخليل، ومن مؤسسي جمعية رجال الأعمال في رام الله والقدس، واتحاد الصناعات الفلسطينية الذي ترأسه لاحقًا. كان عضوًا في مجلس أمناء جامعة بيت لحم، وأيضًا في مجلس أمناء جامعة النجاح الوطنية.
في 14 يونيو 2007، عُين وزيرًا لوزارات الاقتصاد الوطني والأشغال العامة والإسكان والاتصالات وتكنولوجيا المعلومات في الحكومة الفلسطينية الثانية عشر برئاسة سلام فياض، واستمر حتى 19 مايو 2009.
يشغل منصب نائب رئيس مجلس إدارة مصرف الصفا الإسلامي.